# Cracked
Cracked è una serie televisiva canadese che vede come protagonisti i membri di un team di poliziotti e psichiatri.

## Trama
Il detective Aidan Black viene trasferito dall'Emergency Task Force della polizia di Toronto all'Unità di Crimini Psichiatrici perché soffre di disturbo post traumatico da stress. Qui, insieme alla psichiatra Daniella Ridley, guida il team formato da Poppy Wisnefski, una giovane poliziotta cinica, e da Leo Beckett, uno psichiatra infantile, per risolvere casi legati a psicopatici.

## Episodi
| Stagione         | Episodi | Prima TV Canada | Prima TV Italia |
| ---------------- | ------- | --------------- | --------------- |
| Prima stagione   | 13      | 2013            | 2014            |
| Seconda stagione | 8       | 2013            | 2014            |

## Personaggi e interpreti

### Principali
- Detective Aidan Black, interpretato da David Sutcliffe, doppiato da Riccardo Scarafoni.
- Dr. Daniella Ridley (stagioni 1), interpretata da Stefanie von Pfetten, doppiata da Emilia Costa.
- Dr. Clara Malone (stagioni 2), interpretata da Brooke Nevin, doppiata da Benedetta Ponticelli.
- Detective Poppy Wisnefski, interpretata da Luisa D'Oliveira, doppiata da Perla Liberatori.
- Leo Beckett, interpretato da Dayo Ade, doppiato da Carlo Scipioni.
- Ispettore Diane Caligra, interpretata da Karen LeBlanc, doppiata da Benedetta Degli Innocenti.
- Detective Elizabeth Liette, interpretata da Mayko Nguyen, doppiata da Eleonora Reti.
- Dr. Sean McCray, interpretato da Paul Popowich, doppiato da Gabriele Sabatini.

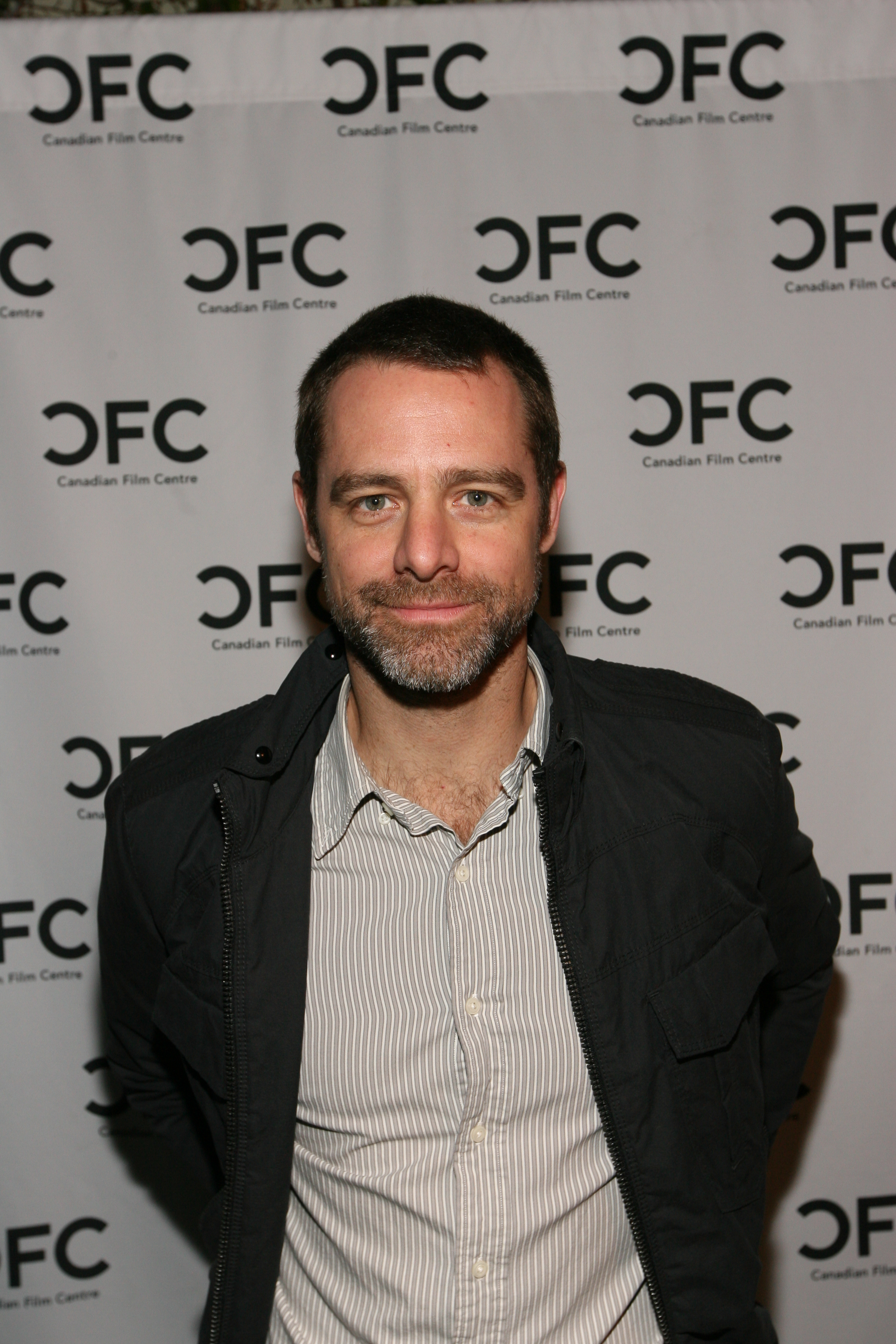
David Sutcliffe interpreta Aidan Black
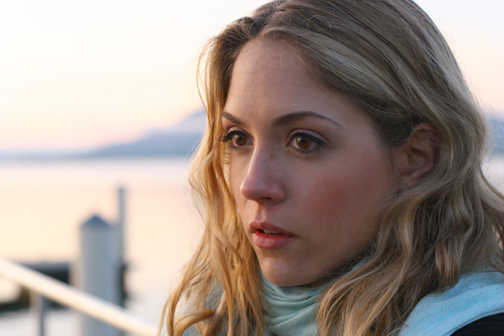
Brooke Nevin interpreta Clara Malone

### Ricorrenti
- Detective Rachel Fenton, interpretata da Natalie Brown, doppiata da Chiara Gioncardi.
- Dr. Vanessa Currie, interpretata da Shauna MacDonald, doppiata da Chiara Salerno.
- Sal Lenza, interpretato da Peter MacNeill, doppiato da Giorgio Locuratolo.
- Marcela Houseman, interpretata da Inga Cadranel, doppiata da Tatiana Dessi.
- Lena Olsson, interpretata da Lisa Ryder, doppiata da Anna Cugini.
- Juvina Kapoor, interpretata da Sitara Hewitt, doppiata da Emanuela D'Amico.
- Sam Chung, interpretato da Warren Chow, doppiato da Teo Bellia.

## Produzione
Ideata da Tracey Forbes, prodotta da Peter Raymont e girata a partire dal 2012.
Il 17 marzo 2014 il network cancella la serie a causa di tagli al budget.

## Distribuzione
La prima stagione è stata trasmessa in Canada dal canale televisivo CBC Television dall'8 gennaio al 16 aprile 2013 e la seconda stagione dal 30 settembre al 25 novembre 2013.
In Italia è andata in onda la prima serie in prima visione assoluta dal 5 gennaio al 16 febbraio 2014 sulla rete televisiva Giallo, mentre nel corso del 2013 la serie televisiva era stata già trasmessa in Francia, Regno Unito, Stati Uniti d'America e Germania.
Sempre in Italia, dal 16 febbraio 2014 (dopo la trasmissione dell'episodio finale della prima stagione) l'emittente televisiva Giallo ha iniziato la messa in onda in prima visione assoluta della seconda stagione.